# سونیا جانسون
سونیا جانسون (به انگلیسی: Sonja Johnsson) (زادهٔ ۷ اوت ۱۸۹۵) شناگر اهل سوئد است.